# The Hype
«The Hype» es una canción escrita y grabada por el dúo musical estadounidense Twenty One Pilots de su quinto álbum de estudio Trench (2018). La canción se lanzó como el sexto sencillo de Trench el 16 de julio de 2019 por Fueled by Ramen y Elektra Music Group. Fue escrita por el cantante Tyler Joseph, y la producción fue manejada por él y Paul Meany. Alcanzó el número 1 en la lista Billboard Hot Rock Songs de Estados Unidos.

## Composición
Como con la mayoría del álbum principal Trench, fue escrito por Tyler Joseph, el cantante principal de Twenty One Pilots, y producido por él junto a Paul Meany de la banda de rock alternativo Mutemath. El proceso de composición y grabación se realizó en secreto en el estudio del sótano de Joseph en Columbus, Ohio, mientras que la canción fue mezclada por Adam Hawkins y masterizada por Chris Gehringer en Sterling Sound, Nueva York. En una entrevista con Coup de Main Magazine, Joseph reveló que mientras escribía la canción, tenía la intención de que su producción sonara como la que encontró en su infancia. En un AMA en Reddit, reveló que la canción estaba entre las más difíciles de escribir en Trench.
Ha sido descrito como un "chant-along" de rock de estilo 90, indie pop, pop rock y rock alternativo con un puente de ukelele. Líricamente, explora temas de perseverancia, lealtad y el peso de la fama. Joseph explicó que sus letras se refieren a su yo más joven, discutiendo "la diferencia entre la presión interna y la presión externa", y describió la canción como "solo un estímulo para continuar, para dejar que las cosas rodar por la espalda que merece ser puesto a un lado". Además agregó en una entrevista con Kerrang que refleja la fragilidad de una canción y cómo "un solo comentario puede cambiarla por completo". Se muestra un clip del primer episodio de su serie web que documenta su gira en apoyo de su segundo álbum Regional at Best durante el puente, con el fragmento de audio relacionado con su dependencia de la tecnología durante los shows en vivo, después de la salida del los dos miembros originales de la banda, Chris Salih y Nick Thomas.

## Recepción crítica
«The Hype» fue recibido positivamente por los críticos de música. Gary Ryan de NME opinó que era una de las canciones de Trench "lo suficientemente fuerte como para existir fuera de cualquier historia", refiriéndose a la narrativa encontrada en el disco. El escritor de Billboard Chris Payne describió la canción como un "panorama jubiloso y listo para la multitud". En su revisión de Trench para AllMusic, Neil Z. Yeung lo elogió como uno de los "momentos destacados de la segunda mitad" del disco. Stephen Keegan, escribiendo para Hot Press, consideró que la canción mostraba "las sensibilidades pop que le han ganado a la banda su audiencia", y además predijo que la canción "seguramente se convertirá en un himno alternativo".

## Posicionamiento en listas
| Listas (2018-2019)                  | Mejor posición |
| ----------------------------------- | -------------- |
| Estados Unidos (Adult Contemporary) | 27             |
| Estados Unidos (Alternative Songs)  | 1              |
| Estados Unidos (Hot Rock Songs)     | 1              |
| Estados Unidos (Mainstream Top 40)  | 39             |
| República Checa (Rádio Top 100)     | 18             |

| Listas (2019)                   | Mejor posición |
| ------------------------------- | -------------- |
| Estados Unidos (Hot Rock Songs) | 1              |

## Historial de lanzamiento
| País           | Fecha                | Formato      | Discográfica                         | Ref    |
| -------------- | -------------------- | ------------ | ------------------------------------ | ------ |
| Estados Unidos | 16 de julio de 2019  | Alternative  | Fueled by Ramen, Elektra Music Group | [ 20 ] |
| Estados Unidos | 13 de agosto de 2019 | Top 40 radio | Fueled by Ramen, Elektra Music Group | [ 21 ] |